# ホセ・ルイ・セルト
ホセ・ルイ・セルト（カタルーニャ語:Josep Lluís Sert i López, スペイン語:José Luis Sert,1902年7月1日 - 1983年3月15日）は、スペイン・カタルーニャ地方出身の建築家。建築界で20世紀を代表する人物。カタルーニャ語読みではジュゼップ・リュイス・セルト。
バルセロナに生まれ、バルセロナ建築学校（現在のカタルーニャ工科大学建築学部）を卒業。ル・コルビュジエの下で所員として無給で働いた後に独立。1920年代からトレス・クラヴェ、リカルド・チュルカなどとGATPAC（GATPAC（現代建築の進歩を目指すスペインの芸術技術のグループ）の設立に参加。第二共和政期のスペインで学校建築にたずさわる。
その後アメリカ合衆国のケンブリッジに移り住み、ハーバード大学などで教鞭を執る。1952年から1969年までイエール大学学部長、同大学で教鞭をとるほか、ハーバード大学デザイン大学院の院長も務めた。1981年 AIAゴールドメダル授与。

## 代表作
- セルト自邸年（1957年）
- カーペンター視覚芸術センター - ル・コルビュジエのアトリエ時代
- ガラフの週末住宅 - J.トレス・クラーヴェと
- バルセロナの学校年（1935年）
- パリ万博スペイン館（1937年）
- カタルーニャ現代美術館（1955年）
- ハーバード大学ホリオーク・センター（1958年）
- ピーボディー・テラス（1962年） - 家族/独身学生向アパート
- ジョアン・ミロ財団ミロ美術館（1975年）
- マーグ美術館
- ハーバード大学サイエンスセンター（1970年）
- カーペンター視覚芸術センター - 実施設計担当
- ダイニングチェアなどの家具作品もある